# Jan Polák
Pour les articles homonymes, voir Polak.
Ne doit pas être confondu avec Jan Polak.
Jan Polák est un footballeur tchèque né le 14 mars 1981 à Brno (Tchéquie). Il évolue au poste de milieu de terrain.

## Carrière
Jan Polak commence à l'âge de 15 ans au Stavo Artikel Brno, où il reste jusque 2002. 
Il rejoint le Slovan Liberec qu'il quitte en 2005 pour tenter sa chance en Bundesliga, au FC Nuremberg.
C'est là qu'il remporte son premier trophée : la Coupe d'Allemagne, en 2007.
En été, il rejoint le RSC Anderlecht en fin de mercato, où il est attendu en tant que « box-to-box ».
Il est décevant en début de saison et réalise son meilleur match lors de la venue des Girondins de Bordeaux en février 2008.
Lors de ce match de 16e de finale de Coupe UEFA, il égalise pour Anderlecht à la suite d'une superbe reprise de volée des 25 mètres. 
Il commence petit à petit à faire l'unanimité.
En juin 2008, il participe à tous les matchs de la République tchèque durant l'Euro 2008 en Suisse et en Autriche.
En 2008-2009, il forme un redoutable triangle en milieu de terrain avec Guillaume Gillet et Lucas Biglia.
Le 30 août 2009, il est gravement blessé par Igor de Camargo lors du choc électrique face au Standard de Liège. Il est blessé pour 6 mois minimum.
À la suite d'un différend avec le staff d'Anderlecht - le joueur refuse de prolonger son contrat -, il sera mis à l'écart pendant plusieurs semaines. En août 2010, à la suite de l'échec des négociations avec le club de Galatasaray SK, il finira par signer un nouveau contrat d'un an avec le club belge.
- 1996-2002 : Stavo Artikel Brno (République tchèque)
- 2002-2005 : FC Slovan Liberec (République tchèque)
- 2005-2007 : FC Nuremberg (Allemagne)
- 2007-jan. 2011 : RSC Anderlecht (Belgique)
- jan. 2011- 2014 : VfL Wolfsburg (Allemagne)
- 2014 - 2016 : FC Nuremberg (Allemagne)
- Depuis 2016 : FC Zbrojovka Brno ( République tchèque)

## International
- International tchèque (57 sélections, 7 buts) depuis le 8 février 2000 : République tchèque 2 - 1 Mexique.
- Il participe à la coupe du monde de football 2006 avec la République tchèque.
- Il participe au Championnat d'Europe de football 2008 avec la République tchèque.
- Vainqueur de l'Euro espoirs en 2002 et finaliste en 2000

## Palmarès
- Champion de Belgique en 2010 avec le RSC Anderlecht.
- Vainqueur de la Coupe d'Allemagne en 2007 avec Nuremberg
- Vainqueur de la Coupe de Belgique en 2008 avec RSC Anderlecht
- Vainqueur de la Supercoupe de Belgique en 2010 avec le RSC Anderlecht.
- Finaliste de la Supercoupe de Belgique en 2008 avec le RSC Anderlecht.